# Conclave del luglio 1276
Il conclave del luglio 1276 fu il secondo dei tre conclavi avvenuti in quell'anno. Si svolse a Roma presso la Basilica di San Giovanni in Laterano, dal 2 all'11 luglio, a seguito della morte di Papa Innocenzo V, deceduto non senza sospetti di avvelenamento. Venne eletto Papa Adriano V.
Non esistono fonti dell'epoca che forniscano un resoconto dei partecipanti al conclave. Le ricostruzioni storiche hanno tuttavia permesso di appurare che i cardinali presenti fossero 13 (era assente Simon de Brion, che sarebbe divenuto Papa Martino IV nel 1281). Di essi: 2 erano stati nominati da Papa Innocenzo IV; 8 da Papa Urbano IV; 3 da Papa Gregorio X. Le cronache di Fra Salimbene tuttavia, ci offrono notizie di gravi inondazioni in città causate da piogge abbondanti e persistenti e che causarono gravi disagi nei giorni della sede vacante.
Ottobono Fieschi fu eletto da cardinale diacono dopo circa 8 giorni di votazioni dei quali non esistono resoconti, e prese il nome di Adriano V dal nome della diaconia cardinalizia che resse per quasi un quarto di secolo. Morì tuttavia un mese dopo, il 18 agosto a Viterbo, senza ricevere l'ordinazione episcopale e nemmeno quella sacerdotale.

## Lista dei partecipanti

### Presenti in conclave
| Nome                              | Paese                     | Titolo | Ruolo | Nascita  | Concistoro |
| --------------------------------- | ------------------------- | --- | --- | -------- | ---------- |
| Vicedomino Vicedomini, O.min.     | Piacenza                  | Cardinale vescovo di Palestrina                                                                                       | Decano del Collegio cardinalizio; Arcivescovo emerito di Aix; nipote di Gregorio X                                | 1212 ca. | 03/06/1273 |
| Pedro Julião                      | Regno del Portogallo      | Cardinale vescovo di Tuscolo-Frascati                                                                                 | Archiatra pontificio emerito; Arcivescovo di Braga                                                                | 1210 ca. | 03/06/1273 |
| Bertrand de Saint-Martin          | Regno di Francia          | Cardinale vescovo di Sabina                                                                                           | Arcivescovo emerito di Arles; Legato pontificio in Lombardia                                                      | 1220     | 03/06/1273 |
| Simone Paltanieri                 | Padova                    | Cardinale presbitero dei Santi Silvestro e Martino ai Monti                                                           | Legato pontificio in Toscana, Umbria, Lombardia                                                                   | 1200 ca. | 17/12/1261 |
| Anchero di Troyes                 | Regno di Francia          | Cardinale presbitero di Santa Prassede                                                                                | Nipote di Urbano IV; Legato pontificio nel Regno di Sicilia                                                       | 1210 ca. | 22/05/1262 |
| Riccardo Annibaldi                | Stato Pontificio          | Cardinale diacono di Sant'Angelo in Pescheria                                                                         | Cardinale protodiacono; Arciprete della Basilica Vaticana; Cardinale protettore dell'Ordine di Sant'Agostino      | 1205 ca. | 1237       |
| Guillaume de Bray                 | Regno di Francia          | Cardinale presbitero di San Marco                                                                                     | Arcidiacono del Capitolo della Cattedrale di Parigi                                                               | 1205 ca. | 22/05/1262 |
| Giovanni Gaetano Orsini           | Stato Pontificio          | Cardinale diacono di San Nicola in Carcere                                                                            | Inquisitore Generale; Legato pontificio emerito; eletto papa con il nome di Niccolò III nel 1277                  | 1216     | 28/05/1244 |
| Ottobono Fieschi                  | Repubblica di Genova      | Cardinale diacono di Sant'Adriano al Foro                                                                             | Arciprete della Basilica Liberiana di Santa Maria Maggiore; Legato pontificio emerito in Inghilterra; eletto papa | 1205     | 12/1251    |
| Giacomo Savelli                   | Stato Pontificio          | Cardinale diacono di Santa Maria in Cosmedin                                                                          | Legato pontificio a Viterbo; eletto papa nel 1285 con il nome di Onorio IV                                        | 1210     | 17/12/1261 |
| Gottifredo di Raynaldo            | Stato Pontificio          | Cardinale diacono di San Giorgio in Velabro                                                                           | Rettore della Chiesa alatrense di Santo Stefano                                                                   | 1205 ca. | 17/12/1261 |
| Uberto Cocconato dei Conti d'Elci | Marchesato del Monferrato | Cardinale diacono di Sant'Eustachio                                                                                   | Legato pontificio in Lombardia                                                                                    | 1200 ca. | 17/12/1261 |
| Matteo Rubeo Orsini               | Stato Pontificio          | Cardinale diacono di Santa Maria in Portico Octaviae e cardinale presbitero in commendam di Santa Maria in Trastevere | Governatore delle Province del Patrimonio di San Pietro e delle Marche                                            | 1230 ca. | 22/05/1262 |

### Assenti in conclave
| Nome           | Paese            | Titolo                                | Ruolo                                                                        | Nascita | Concistoro |
| -------------- | ---------------- | ------------------------------------- | ---------------------------------------------------------------------------- | ------- | ---------- |
| Simon de Brion | Regno di Francia | Cardinale presbitero di Santa Cecilia | Legato pontificio in Francia; eletto papa con il nome di Martino IV nel 1281 | 1210    | 17/12/1261 |